# イザイア・ウィットロック・Jr
イザイア・ウィットロック・Jr（Isiah Whitlock Jr., 1954年9月13日 - ）は、アメリカ合衆国の俳優。

## 来歴
1954年にインディアナ州サウスベンドに11人兄弟の5番目として生まれる。父親は製鋼工場で働いていた。もともとフットボールの奨学金を得てSouthwest Minnesota State Universityに進学し、フットボール選手を目指していたが怪我のために断念。同時に専攻していた演劇に集中し、役者を目指すようになる。1976年に同校を卒業後、サンフランシスコへ渡り、本格的に演劇活動を行うため、American Conservatory Theaterへ参加する。
1987年にテレビドラマシリーズの『Cagney & Lacey』で俳優デビューを飾り、1990年に『グレムリン2 新・種・誕・生』の消防士役で映画デビューを果たす。後に小さい役ではあるがマーティン・スコセッシ監督やウディ・アレン監督などの作品に出演してキャリアを重ねていく。中でもスパイク・リー監督作品にはよく顔を出しており、重厚な存在感を見せている。テレビシリーズの『THE WIRE/ザ・ワイヤー』への出演で、一気に役者としての認知度を上げ、近年では重要な役柄を演じることも少なくなくなった。最近の出演作では、『バッドトリップ! 消えたNO.1セールスマンと史上最悪の代理出張』でエド・ヘルムズ演じる主人公の良き同業者役や、ジョン・キューザック主演のホラー『1408号室』の作業員、コリン・ファース、オーランド・ブルームら出演の群衆劇『ストレンジャー』の市長役などがある。その功績が称えられ出身校であるSouthwest Minnesota State Universityにおいて1999年には、卒業式のスピーチ役や2007年には黒人歴史月間のゲストとして招かれている。

## 出演作品

### 映画
- グレムリン2 新・種・誕・生 Gremlins 2: The New Batch (1990)
- グッドフェローズ Goodfellas (1990)
- エディー/勝利の天使 Eddie (1996)
- 世界中がアイ・ラヴ・ユー Everyone Says I Love You (1996)
- スパニッシュ・プリズナー The Spanish Prisoner (1997)
- A Fish in the Bathtub (1999)
- Harlem Aria (1999)
- Jump Tomorrow (2001)
- WW3 (2001)　※テレビ映画
- 25時 25th Hour (2002)
- エイプリルの七面鳥 Pieces of April (2003)
- Bought & Sold (2003)
- セレブの種 She Hate Me (2004)
- Stealing Martin Lane (2005)
- Duane Hopwood (2005)
- Kettle of Fish (2006)
- Beautiful Ohio (2006)
- 1408号室 1408 (2007)
- 魔法にかけられて Enchanted (2007)
- セックス・クラブ Choke (2008)
- キャデラック・レコード 音楽でアメリカを変えた人々の物語 Cadillac Records (2008)
- Under New Management (2009)
- クロッシング Brooklyn's Finest (2009)
- I Hate Valentine's Day (2009)
- トゥエルヴ Twelve (2010)
- ストレンジャー Main Street (2010)
- Gun Hill Road (2011)
- バッドトリップ! 消えたNO.1セールスマンと史上最悪の代理出張 Cedar Rapids (2011)
- デタッチメント 優しい無関心 Detachment (2011)
- Red Hook Summer (2012)
- Why Stop Now (2012)
- 恋人はセックス依存症 Thanks for Sharing (2012)
- Not Fade Away (2012)
- Newlyweeds (2013)
- エウロパ・レポート Europa Report (2013)
- 23ブラスト 23 Blast (2013)
- 余命90分の男 The Angriest Man in Brooklyn (2014)
- シャイラク Chi-Raq (2015)
- ピートと秘密の友達 Pete's Dragon (2016)
- チップス 白バイ野郎ジョン&パンチ再起動!? CHiPs (2017)
- カーズ/クロスロード Cars 3 (2017) ※声の出演
- ブラック・クランズマン BlacKkKlansman (2018)
- さらば愛しきアウトロー The Old Man & the Gun (2018)
- Mr.&Ms.スティーラー Lying and Stealing (2019)
- ザ・ファイブ・ブラッズ Da 5 Bloods (2020)
- パーフェクト・ケア I Care a Lot (2020)
- バズ・ライトイヤー Lightyear (2022) ※声の出演
- コカイン・ベア Cocaine Bear (2023)

### テレビドラマ
- Cagney & Lacey (1987)
- ロー&オーダー Law & Order (1995 - 2004)
- New York Undercover (1996)
- Liberty! The American Revolution (1997)
- サード・ウォッチ Third Watch (1999)
- Wonderland (1999)
- LAW & ORDER:性犯罪特捜班 Law & Order: Special Victims Unit (2000, 2001, 2005, 2012, 2013, 2015)
- NYPDブルー NYPD Blue (2000)
- THE WIRE/ザ・ワイヤー The Wire (2002 - 2008)
- ニュー・アムステルダム New Amsterdam (2008)
- The Unusuals (2009)
- Meet the Browns (2010)
- RUBICON 陰謀のクロスワード Rubicon (2010)
- Onion SportsDome (2011)
- Chaos (2011)
- SMASH Smash (2011)
- ラッキー7 Lucky 7 (2013)
- Veep/ヴィープ Veep (2013 - 2015)
- THE BLACKLIST/ブラックリスト The Blacklist (2014)
- GOTHAM/ゴッサム Gotham (2015)
- リミットレス Limitless (2015)
- LUCIFER/ルシファー Lucifer (2016)
- エレメンタリー ホームズ&ワトソン in NY Elementary (2017)
- ザ・ミスト The Mist (2017)
- シーズ・ガッタ・ハヴ・イット She's Gotta Have It (2017)
- グッド・コップ The Good Cop (2018)
- マダム・セクレタリー Madam Secretary (2018)
- Your Honor/追い詰められた判事 Your Honor (2020 - 2023)
- ザ・レジデンス The Residence (2025）

### テレビアニメ
- ボージャック・ホースマン BoJack Horseman (2018)